# 鶴聖戦
鶴聖戦（かくせいせん）は、囲碁の早碁棋戦。1979年開始、2003年25期まで実施。2003年末から早碁選手権戦と統合され、「スーパー早碁」と名称を変更。
開始から1985年まではTBSにて1局につき2週に分けて全局テレビ放映した。1986年以降は、公開対局とテレビ放映が行われた。1989年からは、北海道新聞、東京新聞、中日新聞、愛媛新聞、南日本新聞、西日本新聞、琉球新報に棋譜掲載。2001年から囲碁・将棋チャンネルで放映。

## 方式
- 出場棋士は、第1-7期はタイトル保持者上位4名と予選勝ち抜き者1名の5人によるリーグ戦。8期以降は、賞金ランキング上位の日本棋院10名と関西棋院2名の、12人によるトーナメント戦。
- 持ち時間は、第1-23期は一人10分、24期以降は1時間。使い切ると1手30秒の秒読み。
- コミは5目半。

## 歴代優勝者と決勝戦
（第8期からトーナメント決勝戦、左が優勝者）
1. 1979年 林海峰
2. 1980年 加藤正夫
3. 1981年 大竹英雄
4. 1982年 趙治勲
5. 1983年 大竹英雄
6. 1984年 大竹英雄
7. 1985年 趙治勲
8. 1986年 加藤正夫 - 大竹英雄
9. 1987年 大竹英雄 - 小林光一
10. 1988年 大竹英雄 - 高木祥一
11. 1989年 王立誠 - 橋本昌二
12. 1990年 片岡聡 - 王立誠
13. 1991年 武宮正樹 - 大竹英雄
14. 1992年 林海峰 - 大竹英雄
15. 1993年 王立誠 - 加藤正夫
16. 1994年 小林光一 - 趙治勲
17. 1995年 加藤正夫 - 趙治勲
18. 1996年 加藤正夫 - 小林覚
19. 1997年 小林光一 - 加藤正夫
20. 1998年 林海峰 - 加藤正夫
21. 1999年 王立誠 - 加藤正夫
22. 2000年 王立誠 - 彦坂直人
23. 2001年 小林光一 - 依田紀基
24. 2002年 依田紀基 - 小林光一
25. 2003年 結城聡 - 羽根直樹

## リーグ戦成績
第1期（1978-79年）
第2期（1979-80年）
 加藤と林が3-1の同率プレーオフを行い、加藤が勝って優勝した。
第3期（1980-81年）
第4期（1981-82年）
第5期（1982-83年）
第6期（1983-84年）
 大竹、趙、加藤が3-1の同率プレーオフを行い、大竹が優勝した。
- 1回戦 趙治勲 - 加藤正夫
- 決勝戦 大竹英雄 - 趙治勲

第7期（1984-85年）

## 記録
- 最多優勝 5回 大竹英雄